# Svensk uradel
Svensk uradel är en modern benämning på svenska adelsätter vilkas adelskap sträcker sig längre tillbaka i tiden än seden att utfärda sköldebrev. Uradel är ett icke-juridiskt begrepp och har ingen konkret betydelse. 
De första sköldebreven i Norden utfärdades omkring år 1420, och det äldsta bevarade svenska utfärdades för Tord Sandersson 1431 av kung Erik av Pommern.. Detta gör att t.ex. Nationalencyklopedin definierar uradel som adel belagd före år 1420.
Riddarhuset kategoriserar flera familjer som uradliga även om de inte omnämns innan 1420. Deras definition handlar mer om äldre familjer som nyttjat adliga privilegier och kännetecken under den nordiska medeltiden men som saknade sköldebrev.[källa behövs]
De flesta av ätterna är idag utslocknade, vilket sker när det inte längre finns någon obruten manslinje tillbaka till ättens stamfader. Det kan alltså ändå finnas ättlingar i dag via mödernesläktskap som fortfarande har rätten att bära namnet enligt svensk lag.  Några uradliga svenska ätter fortlever och tillhör därmed landets äldsta dokumenterade släkter.

## Några av de svenska uradliga ätterna
- Aspenäsätten (utslocknad 1445)
- Banér (fortlever)
- Bese (utslocknad 1516)
- Bielke (fortlever, räknas som Sveriges näst äldsta släkt)
- Bille (utslocknad ca 1640 men blomstrar i Danmark och en gren av den danska ätten fortlever i Sverige)
- Bjälbo (utslocknad på 1300-talet)
- Bååt (utslocknad 1698)
- Bonde (fortlever)
- Brahe (utslocknad 1931)
- Brun
- Eka (utslocknad 1512)
- Grip (utslocknad 1594)
- Horn (fortlever)
- Kurck (utslocknad 1522)
- Leijonhufvud (fortlever)
- Natt och Dag (fortlever, räknas som Sveriges äldsta släkt)
- Oxenstierna (fortlever)
- Putbus (utslocknad i Sverige, fortlever i Tyskland)
- Porse (utslocknad)
- Posse (fortlever)
- Ribbing (fortlever)
- Rosenstråle (utslocknad på svärdssidan 1985)
- Sparre (fortlever)
- Stenbock (fortlever)
- Stålarm (utslocknad 1736)
- Tott (Fortlever)
- Tre Rosor (utslocknad 1612)
- Trolle (fortlever)
- Ulfsparre (fortlever)
- Ulv  (utslocknad i början av 1600-talet)
- Örnsparre (utslocknad)